# 社畜想被幼女幽靈療癒。
《社畜想被幼女幽靈療癒。》是所創作的日本漫畫，原為作者在Twitter上刊載的漫畫，其後獲史克威爾艾尼克斯發行實體書：單行本第1卷於2019年8月9日發行，漫畫亦由《月刊少年GANGAN》2019年9月號（8月10日發售）起開始連載。改編電視動畫於2022年4月7日至6月23日播映。

## 故事概要
伏原是個在黑心企業工作的員工，終日加班工作。有一天晚上，她跟平常一樣在公司加班工作時，隱若聽到有道聲音叫她趕緊離去。她沿着聲音找去，發現叫她離去的聲音來源，原來是一隻可愛的小幽靈。原來小幽靈一直以揉肩等方式嘗試讓伏原趕快下班，但都不得要領。而伏原在幼女幽靈的療癒下，上班開始充滿幹勁，下班在家的生活也開始充實起來。

## 角色列表
伏原（聲：金元壽子）
在某黑心企業工作的員工，常常加班工作。
小幽靈（聲：日高里菜）
擔心伏原身體狀況的可愛幽靈。
貓咪（聲：小原好美）
伏原和小幽靈撿到的黑貓。真身是化貓。
倉橋彩月（聲：內田真禮）
住在伏原隔壁的鄰居，职业为畫師。
莉莉（聲：石原夏織）
倉橋的幽靈女仆，负责照顧倉橋的起居飲食。
巫女（聲：小倉唯）
長著狐狸尾巴的神使。外表像幼女，但實際年齡已達806歲。
涼子（聲：阿澄佳奈）
伏原的同事。
志乃（聲：長谷川育美）
伏原的後輩。
香織（聲：井上麻里奈）
伏原的朋友。

## 出版書籍
| 卷數 | 史克威爾艾尼克斯 | 史克威爾艾尼克斯       | 東立出版社     | 東立出版社             |
| 卷數 | 發售日期         | ISBN                   | 發售日期       | ISBN                   |
| ---- | ---------------- | ---------------------- | -------------- | ---------------------- |
| 1    | 2019年8月9日     | ISBN 978-4-7575-6223-3 | 2020年12月25日 | ISBN 978-957-26-5346-3 |
| 2    | 2020年2月12日    | ISBN 978-4-7575-6500-5 | 2021年11月4日  | ISBN 978-957-26-5347-0 |
| 3    | 2020年7月10日    | ISBN 978-4-7575-6679-8 | 2022年3月18日  | ISBN 978-957-26-8458-0 |
| 4    | 2020年12月11日   | ISBN 978-4-7575-6935-5 |                |                        |
| 5    | 2021年6月11日    | ISBN 978-4-7575-7316-1 |                |                        |
| 6    | 2021年11月11日   | ISBN 978-4-7575-7565-3 |                |                        |
| 7    | 2022年4月12日    | ISBN 978-4-7575-7874-6 |                |                        |
| 8    | 2022年10月12日   | ISBN 978-4-7575-8197-5 |                |                        |
| 9    | 2023年5月11日    | ISBN 978-4-7575-8566-9 |                |                        |
| 10   | 2023年12月12日   | ISBN 978-4-7575-8955-1 |                |                        |
| 11   | 2024年7月11日    | ISBN 978-4-7575-9297-1 |                |                        |
| 12   | 2025年3月12日    | ISBN 978-4-7575-9732-7 |                |                        |

## 電視動畫
2021年6月11日，宣佈將獲改編為動畫。11月11日，宣佈電視動畫將於2022年首播，並公開主要聲優陣容、主視覺圖和第1條宣傳片。2022年1月31日，宣佈動畫定於2022年4月首播，並公開第2張主視覺圖、第2條宣傳片，以及主題曲詳情。同日宣佈將於3月5日在東京Grand Cinema池袋舉辦先行上映會。2月18日，再公佈3名配角的聲優，並宣佈將於同月26日在Niconico直播播出直播節目。3月5日舉行先行上映會同日，宣佈動畫首播日期為4月7日，並公開再3名配角的聲優，以及第3條宣傳片。同時亦宣佈動畫每話都會有不同的聲優負責「好可愛。」的旁白，並在每話預告中讓觀眾猜想誰是下一話的旁白聲優。第3條宣傳片的「好可愛。」旁白是大塚明夫。3月25日，公開第4條宣傳片。

### 製作人員
- 原作：
- 導演：南原玖宇
- 系列構成：赤尾凸
- 人物設定：田中春香
- 音響監督：立石彌生
- 音響製作：Bit Grooove Promotion（ビットグルーヴプロモーション）
- 音樂：寶野聰史、葛西龍之介
- 音樂製作：波麗佳音、APDREAM
- 監製：Dream Shift（ドリームシフト）
- 動畫製作：project No.9[24]

### 主題曲
片頭曲《Cherish》
作詞：磯谷佳江，作曲、編曲：Hige Driver，主唱：石原夏織
片尾曲《你聽到嗎？》（聴こえる？）
作詞：林英樹，作曲、編曲：佐藤純一（fhána），主唱：內田真禮

### 集數列表
| 集數   | 編劇     | 分鏡                         | 演出                 | 作畫監督 | 總作畫監督                         | 本集的「好可愛。」旁白 | 首播日期 （2022年） |
| ------ | -------- | ---------------------------- | -------------------- | --- | ---------------------------------- | ---------------------- | ------------------- |
| 第1話  | 赤尾凸   | 神谷智大                     | 日野貴史             | 清水勝祐、齊藤和也、Hue Hye-Jang、中島美子、森山剛史                                                                       | 山田勝                             | 前野智昭               | 4月7日              |
| 第2話  | 藤尾稻穗 | 吉川浩司、竹內光             | 矢野孝典             | Hue Hye-Jang、Jang Young-Sun                                                                                               | Hue Hye-Jang                       | 井上和彥               | 4月14日             |
| 第3話  | 篠塚智子 | 臼井文明                     | 加藤顯               | 川森昇、今里佳子、清水勝祐、波風立志、趙清雲、陳潔                                                                         | 橋口隼人、山田勝                   | 諏訪部順一             | 4月21日             |
| 第4話  |          | 齋藤德明                     | 山內東生雄           | 手島勇人、王敏、姜智慧、劉冬冬、李偉峰                                                                                     | Hue Hye-Jang、橋口隼人             | 小林裕介               | 4月28日             |
| 第5話  | 赤尾凸   | 高本宜弘                     | 今泉龍太             | tofu、加藤義貴、上赤由香里、川本和隆、清水椋大、鈴木莉乃、高梨友美、中川實、服部未夢、早川元基、矢田起也                   | 山田勝、森山剛史                   | 齊藤壯馬               | 5月5日              |
| 第6話  |          | 黑瀨大輔                     | 黑瀨大輔             | Chang Bum-Chul、中島美子、川森昇、清水勝祐、日野貴史                                                                       | Chang Bum-Chul、早乙女啟           | 浪川大輔               | 5月12日             |
| 第7話  |          | 中山岳洋                     | 加藤顯               | 內野明雄、波風立志 | 橋口隼人、Chang Bum-Chul、早乙女啟 | 森久保祥太郎           | 5月19日             |
| 第8話  | 篠塚智子 | 齋藤德明、吉川浩司、竹內光   | 矢野孝典             | Hue Hye-Jang | Hue Hye-Jang                       | 小野大輔               |                     |
| 第9話  | 篠塚智子 | 三宅和男、臼井文明、日野貴史 | 山內東生雄、日野貴史 | 清水勝祐、齊藤和也、中島美子、吉岡丈雄、堀田翔一、川森昇                                                                   | 山田勝、森山剛史                   | 山口勝平               |                     |
| 第10話 | 藤尾稻穗 | 齋藤德、吉川浩司、竹內光     | 今泉龍太、藤野陽介   | 高梨友美、鈴木莉乃、紫燈珈、tofu、今泉龍太、中川實、服部未夢、川本和隆、上赤由香里、清水椋大、矢田起也、福田皋月、早川元基 | 橋口隼人、早乙女啟                 | 岡本信彥               |                     |
| 第11話 | 小森さじ | 齋藤德明                     | 矢野孝典             | Hue Hye-Jang、Chang Bum-Chul                                                                                               | Hue Hye-Jang、Chang Bum-Chul       | 下野紘                 |                     |
| 第12話 | 赤尾凸   | 吉川浩司、竹內光             | 加藤顯               | Hue Hye-Jang、森出剛、川森昇、中島美子、清水勝祐、森山剛史、齊藤和也、日野貴史                                             | 山田勝、Hue Hye-Jang、早乙女啟     | 子安武人               |                     |

### 播映平台
日本深夜動畫：下文記載的日本国内播放時間使用日本標準時間（UTC+9）表示。因為部分時間标识會採用30小时制，因此請留意这类超过24:00的时间，其實際播放時間為翌日清晨。
| 播放日期               | 播放時間（UTC+9）    | 播放電視台 | 播放地區 | 備註             |
| ---------------------- | -------------------- | ---------- | -------- | ---------------- |
| 2022年4月7日－6月23日  | 星期四 21:00 - 21:30 | AT-X       | 日本全國 | 衞星廣播，有重播 |
| 2022年4月7日－6月23日  | 星期四 22:00 - 22:30 | TOKYO MX   | 東京都   |                  |
| 2022年4月9日－6月25日  | 星期六 24:30 - 25:00 | BS日視     | 日本全國 | 衞星廣播         |
| 2022年4月12日－6月28日 | 星期二 24:30 - 25:00 | BS富士     | 日本全國 | 衞星廣播         |

| 播映地區         | 播映平台 | 播映日期              | 播映時間     | 備註   |
| ---------------- | -------- | --------------------- | ------------ | ------ |
| 中國大陸         | bilibili | 2022年4月7日－6月23日 | 星期四 22:00 | [ 28 ] |
| 香港、澳門、台灣 | bilibili | 2022年4月7日－6月23日 | 星期四 22:00 | [ 29 ] |

## 外部連結
- 官方網站（日語）
- 電視動畫官方網站（日語）
- 電視動畫的X（前Twitter）（日語）